# Cybele
Cybele (în greacă Κυβέλη - Kybele, în latină Cibelis, iar în română Cibela sau Cibele), era o zeitate de origine frigiană, considerată drept Magna Mater ("Marea Mamă a Zeilor"), zeița peșterilor și a Pământului în starea sa naturală și protectoare a vegetației, adorată pe culmile munților. Domnea peste animalele sălbatice, fiind și protectoarea albinelor.
A fost preluată în mitologia romană, cultul ei fiind primul din calendarul roman. Împreună cu soțul ei, Attis, Cybele era venerată în ceremonii sălbatice, sângeroase, orgiastice. La romani, Cybele era zeița naturii și a fertilității. Deoarece domnea peste munți și fortărețe, era reprezentată având o coroană cu forma unui zid de cetate. Cultul lui Cybele era celebrat de preoți eunuci denumiți coribanți, care îi conduceau pe credincioși în riturile orgiastice, acompaniate de țipete sălbatice și muzică interpretată la fluier, tobe și cimbale. Sărbătoarea ei anuală de primăvară celebra moartea și învierea iubitului ei Attis.
Cultul orgiastic al Cybelei a persistat până târziu în Imperiul Roman.
Era adesea confundată cu zeitatea Rhea, mama lui Zeus, din mitologia greacă.

### Izvoare
- Claudius Claudianus[3], De Raptu Proserpinae I,181
- M. J. Vermaseren, Corpus Cultus Cybelae Attidique, Leyde, coll. "Études préliminaires aux religions orientales dans l'Empire romain", t. III 1977, t. VII 1977, t. IV 1978, t. II 1982, t. V 1986.
- Hérodien, Histoire romaine. Depuis la mort de Marc-Aurèle jusqu'à l'avènement de Gordien III, I

### Dicționare de mitologie și studii
- Victor Kernbach, Dicționar de mitologie generală, București, Albatros, 1995
- Anca Balaci, Mic dicționar de mitologie greacă și romană, Editura Mondero, București, 1992, ISBN 973-9004-09-2
- George Lăzărescu, Dicționar de mitologie, Casa Editorială Odeon, București, 1992, ISBN 973-9008-28-3
- fr  J.C.Belfiore, Dictionnaire de mythologie grecque et romaine, Paris, Larousse, 2003
- fr  Ph. Borgeaud, La Mère des dieux. De Cybèle à la Vierge Marie, Le Seuil, 1996.
- fr  H. Graillot, Le culte de Cybèle, Mère des dieux, Paris, 1912.
- en  Lynn E. Roller, In Search of God the Mother: the cult of Anatolian Cybele, University of California Press, 1999 ISBN 0-520-21024-7.
- en  R. Turcan, Cybele and Attis. The Myth and the Cult, London, 1977.